# Mistrzostwa Polski w rugby 7 kobiet (2021/2022)
Mistrzostwa Polski w rugby 7 kobiet (2021/2022) – rozgrywki drużyn rugby 7, mające na celu wyłonienie najlepszej kobiecej drużyny w Polsce w sezonie 2021/2022, organizowane przez Polski Związek Rugby; szesnasta edycja Mistrzostw Polski w rugby 7 kobiet. Mistrzostwa były rozgrywane w formie serii turniejów, a mistrzyniami Polski zostały Biało-Zielone Ladies Gdańsk, które zdobyły tytuł po raz dwunasty z rzędu. Srebrny medal wywalczyła Legia Warszawa, a brązowy Black Roses Posnania Poznań. 

## System rozgrywek
Mistrzostwa zaplanowano w formie serii ośmiu jednodniowych turniejów (czterech jesienią i czterech wiosną). O mistrzostwie decydowała łączna liczba punktów przyznawanych w poszczególnych turniejach na podstawie klasyfikacji uczestniczących w nich drużyn. 
Drużyny uczestniczące w mistrzostwach dzielone były na ligi: ekstraligę, I ligę i w razie konieczności II ligę. Ligi liczyły po cztery zespoły z wyjątkiem najniższej, która mogła liczyć od dwóch do sześciu zespołów (stosownie do liczby drużyn zgłoszonych do turnieju). W poszczególnych turniejach uczestniczyły zespoły wszystkich lig, natomiast rozgrywały one spotkania tylko w ramach swojej ligi. W pierwszej fazie turnieju drużyny z danej ligi rozgrywały ze sobą mecze w systemie „każdy z każdym”. Za zwycięstwo w meczu drużyna otrzymywała 3 punkty, za remis 2 punkty, a za porażkę 1 punkt. W przypadku równej liczby punktów turniejowych o kolejności w tabeli ligi miały decydować kolejno: bilans punktów meczowych, większa liczba zdobytych punktów meczowych, wyższa lokata w poprzednim turnieju. W drugiej fazie rozgrywane były mecze decydujące o końcowej klasyfikacji: pierwsza drużyna z poprzedniej fazy grała z drugą o pierwsze miejsce, trzecia z czwartą o trzecie miejsce itd. Drużyny, które zajęły ostatnie miejsce w danym turnieju w danej lidze spadały poziom niżej, natomiast drużyny z pierwszego miejsca awansowały poziom wyżej. Spadki i awanse następowały po każdym turnieju. W przypadku nieprzystąpienia zespołu do turnieju, miał on być automatycznie degradowany o poziom niżej oraz karany odjęciem czterech punktów turniejowych. 
W klasyfikacji turniejowej drużyny z ekstraligi zajmowały miejsca od pierwszego do czwartego, drużyny z pozostałych lig – kolejne od piątego. Drużyna, która zajęła pierwsze miejsce, otrzymywała do klasyfikacji ogólnej 30 punktów, a każda kolejna o dwa punkty mniej. W przypadku równej liczby punktów na koniec sezonu o wyższym miejscu w końcowej klasyfikacji miała decydować większa liczba turniejów, w których drużyna brała udział, a następnie wyższe miejsce w ostatnim turnieju.

## Przebieg rozgrywek
Do rozgrywek przed sezonem zgłoszono 13 drużyn z 11 klubów: Alfa Bydgoszcz, AZS AWF Warszawa, Biało-Zielone Ladies Gdańsk (dwie drużyny), Black Roses Posnania Poznań, KS Budowlani Łódź, Diablice Ruda Śląska, Gladiatorki Arka Rumia, Juvenia Kraków, Legia Warszawa (dwie drużyny), Rugby Gietrzwałd, Venol Atomówki Łódź.
W rundzie jesiennej zaplanowano rozegranie czterech turniejów: 11 września 2021 w Rudzie Śląskiej, 25 lub 26 września 2021 w Łodzi, 9 lub 10 października 2021 w Gdańsku oraz 23 lub 24 października 2021 w Warszawie lub Rudzie Śląskiej.

### Pierwszy turniej
Pierwszy turniej mistrzostw rozegrano 11 września 2021 w Rudzie Śląskiej. Wzięło w nim udział 10 drużyn. Zwycięzcą zostały Biało-Zielone Ladies Gdańsk. Za najlepszą zawodniczkę turnieju uznano reprezentantkę zwyciężczyń Karolinę Jaszczyszyn. W finale Biało-Zielone pokonały Legię Warszawa 50:0, a w meczu o trzecie miejsce Black Roses Posnania zwyciężyła AZS AWF Warszawa 52:7.
Końcowa klasyfikacja turnieju:
| Pozycja    | Drużyna                        | Liczba punktów do klasyfikacji |
| Ekstraliga | Ekstraliga                     | Ekstraliga                     |
| ---------- | ------------------------------ | ------------------------------ |
| 1.         | Biało-Zielone Ladies Gdańsk    | 30                             |
| 2.         | Legia Warszawa                 | 28                             |
| 3.         | Black Roses Posnania Poznań    | 26                             |
| 4.         | AZS AWF Warszawa               | 24                             |
| I liga     |                                |                                |
| 5.         | Biało-Zielone Ladies II Gdańsk | 22                             |
| 6.         | Diablice Ruda Śląska           | 20                             |
| 7.         | Legia II Warszawa              | 18                             |
| 8.         | KS Budowlani Łódź              | 16                             |
| 9.         | Rugby Gietrzwałd               | 14                             |
| 10.        | Venol Atomówki Łódź            | 12                             |

### Drugi turniej
Drugi turniej mistrzostw rozegrano 25 września 2021 w Łodzi. Wzięło w nim udział 11 drużyn. Zwycięzcą zostały Biało-Zielone Ladies Gdańsk. Za najlepszą zawodniczkę turnieju uznano reprezentantkę zwyciężczyń Annę Klichowską. W finale Biało-Zielone pokonały Legię Warszawa 39:0, a w meczu o trzecie miejsce Black Roses Posnania zwyciężyła Diablice Ruda Śląska 40:5.
Końcowa klasyfikacja turnieju:
| Pozycja    | Drużyna                        | Liczba punktów do klasyfikacji |
| Ekstraliga | Ekstraliga                     | Ekstraliga                     |
| ---------- | ------------------------------ | ------------------------------ |
| 1.         | Biało-Zielone Ladies Gdańsk    | 30                             |
| 2.         | Legia Warszawa                 | 28                             |
| 3.         | Black Roses Posnania Poznań    | 26                             |
| 4.         | Diablice Ruda Śląska           | 24                             |
| I liga     |                                |                                |
| 5.         | Biało-Zielone Ladies II Gdańsk | 22                             |
| 6.         | Legia II Warszawa              | 20                             |
| 7.         | AZS AWF Warszawa               | 18                             |
| 8.         | KS Budowlani Łódź              | 16                             |
| II liga    |                                |                                |
| 9.         | Venol Atomówki Łódź            | 14                             |
| 10.        | Alfa Bydgoszcz                 | 12                             |
| 11.        | Rugby Gietrzwałd               | 10                             |

### Trzeci turniej
Trzeci turniej mistrzostw rozegrano 9 października 2021 w Gdańsku. Wzięło w nim udział 11 drużyn. Zwycięzcą zostały Biało-Zielone Ladies Gdańsk. Za najlepszą zawodniczkę turnieju uznano reprezentantkę zwyciężczyń Natalię Pamiętę. W finale Biało-Zielone pokonały Legię Warszawa 43:0, a w meczu o trzecie miejsce Black Roses Posnania zwyciężyła AZS AWF Warszawa 24:7.
Końcowa klasyfikacja turnieju:
| Pozycja    | Drużyna                        | Liczba punktów do klasyfikacji |
| Ekstraliga | Ekstraliga                     | Ekstraliga                     |
| ---------- | ------------------------------ | ------------------------------ |
| 1.         | Biało-Zielone Ladies Gdańsk    | 30                             |
| 2.         | Legia Warszawa                 | 28                             |
| 3.         | Black Roses Posnania Poznań    | 26                             |
| 4.         | AZS AWF Warszawa               | 24                             |
| I liga     |                                |                                |
| 5.         | Biało-Zielone Ladies II Gdańsk | 22                             |
| 6.         | Legia II Warszawa              | 20                             |
| 7.         | Venol Atomówki Łódź            | 18                             |
| 8.         | Diablice Ruda Śląska           | 16                             |
| II liga    |                                |                                |
| 9.         | KS Budowlani Łódź              | 14                             |
| 10.        | Alfa Bydgoszcz                 | 12                             |
| 11.        | Rugby Gietrzwałd               | 10                             |

### Czwarty turniej
Czwarty turniej mistrzostw rozegrano 24 października 2021 w Warszawie. Wzięło w nim udział 10 drużyn. Zwycięzcą zostały Biało-Zielone Ladies Gdańsk. W finale Biało-Zielone pokonały Legię Warszawa 47:0, a w meczu o trzecie miejsce Black Roses Posnania zwyciężyła Venol Atomówki Łódź 25:0.
Końcowa klasyfikacja turnieju:
| Pozycja    | Drużyna                        | Liczba punktów do klasyfikacji |
| Ekstraliga | Ekstraliga                     | Ekstraliga                     |
| ---------- | ------------------------------ | ------------------------------ |
| 1.         | Biało-Zielone Ladies Gdańsk    | 30                             |
| 2.         | Legia Warszawa                 | 28                             |
| 3.         | Black Roses Posnania Poznań    | 26                             |
| 4.         | Venol Atomówki Łódź            | 24                             |
| I liga     |                                |                                |
| 5.         | Biało-Zielone Ladies II Gdańsk | 22                             |
| 6.         | Legia II Warszawa              | 20                             |
| 7.         | AZS AWF Warszawa               | 18                             |
| 8.         | KS Budowlani Łódź              | 16                             |
| 9.         | Diablice Ruda Śląska           | 14                             |
| 10.        | Alfa Bydgoszcz                 | 12                             |

### Piąty turniej
Piąty turniej mistrzostw rozegrano 9 kwietnia 2022 w Lublinie. Wzięło w nim udział 11 drużyn. Zwycięzcą zostały Biało-Zielone Ladies Gdańsk. W finale Biało-Zielone pokonały Legię Warszawa 38:0, a w meczu o trzecie miejsce Black Roses Posnania zwyciężyła AZS AWF Warszawa 41:7.
Końcowa klasyfikacja turnieju:
| Pozycja    | Drużyna                        | Liczba punktów do klasyfikacji |
| Ekstraliga | Ekstraliga                     | Ekstraliga                     |
| ---------- | ------------------------------ | ------------------------------ |
| 1.         | Biało-Zielone Ladies Gdańsk    | 30                             |
| 2.         | Legia Warszawa                 | 28                             |
| 3.         | Black Roses Posnania Poznań    | 26                             |
| 4.         | AZS AWF Warszawa               | 24                             |
| I liga     |                                |                                |
| 5.         | Biało-Zielone Ladies II Gdańsk | 22                             |
| 6.         | Legia II Warszawa              | 20                             |
| 7.         | Venol Atomówki Łódź            | 18                             |
| 8.         | KS Budowlani Łódź              | 16                             |
| II liga    |                                |                                |
| 9.         | Diablice Ruda Śląska           | 14                             |
| 10.        | Alfa Bydgoszcz                 | 12                             |
| 11.        | Amazonki Budowlani Lublin      | 10                             |

### Szósty turniej
Szósty turniej mistrzostw rozegrano 23 kwietnia 2022 w Rudzie Śląskiej. Wzięło w nim udział 10 drużyn. Zwycięzcą zostały Biało-Zielone Ladies Gdańsk. W finale Biało-Zielone pokonały Legię Warszawa 51:5, a w meczu o trzecie miejsce Black Roses Posnania zwyciężyła Venol Atomówki Łódź 39:7. Za najlepszą zawodniczkę turnieju uznano reprezentantkę zwyciężczyń Natalię Pamiętę.
Końcowa klasyfikacja turnieju:
| Pozycja    | Drużyna                        | Liczba punktów do klasyfikacji |
| Ekstraliga | Ekstraliga                     | Ekstraliga                     |
| ---------- | ------------------------------ | ------------------------------ |
| 1.         | Biało-Zielone Ladies Gdańsk    | 30                             |
| 2.         | Legia Warszawa                 | 28                             |
| 3.         | Black Roses Posnania Poznań    | 26                             |
| 4.         | Venol Atomówki Łódź            | 24                             |
| I liga     |                                |                                |
| 5.         | Biało-Zielone Ladies II Gdańsk | 22                             |
| 6.         | Diablice Ruda Śląska           | 20                             |
| 7.         | Alfa Bydgoszcz                 | 18                             |
| 8.         | Legia II Warszawa              | 16                             |
| 9.         | KS Budowlani Łódź              | 14                             |
| 10.        | AZS AWF Warszawa               | 12                             |

### Siódmy turniej
Siódmy turniej mistrzostw rozegrano 8 maja 2022 w Łodzi. Wzięło w nim udział 9 drużyn. Zwycięzcą zostały Biało-Zielone Ladies Gdańsk. W finale Biało-Zielone pokonały Black Roses Posnanię 38:0, a w meczu o trzecie miejsce Legia Warszawa zwyciężyła Diablice Ruda Śląska 40:0.
Końcowa klasyfikacja turnieju:
| Pozycja    | Drużyna                     | Liczba punktów do klasyfikacji |
| Ekstraliga | Ekstraliga                  | Ekstraliga                     |
| ---------- | --------------------------- | ------------------------------ |
| 1.         | Biało-Zielone Ladies Gdańsk | 30                             |
| 2.         | Black Roses Posnania Poznań | 28                             |
| 3.         | Legia Warszawa              | 26                             |
| 4.         | Diablice Ruda Śląska        | 24                             |
| I liga     |                             |                                |
| 5.         | KS Budowlani Łódź           | 22                             |
| 6.         | AZS AWF Warszawa            | 20                             |
| 7.         | Venol Atomówki Łódź         | 18                             |
| 8.         | Alfa Bydgoszcz              | 16                             |
| 9.         | Legia II Warszawa           | 14                             |

### Ósmy turniej
Ósmy turniej mistrzostw rozegrano 28 maja 2022 w Gdańsku. Wzięło w nim udział 9 drużyn. Zwycięzcą zostały Biało-Zielone Ladies Gdańsk. W finale Biało-Zielone pokonały Legię Warszawa 26:5, a w meczu o trzecie miejsce Black Roses Posnania zwyciężyła Budowlanych Łódź 10:5.
Końcowa klasyfikacja turnieju:
| Pozycja    | Drużyna                     | Liczba punktów do klasyfikacji |
| Ekstraliga | Ekstraliga                  | Ekstraliga                     |
| ---------- | --------------------------- | ------------------------------ |
| 1.         | Biało-Zielone Ladies Gdańsk | 30                             |
| 2.         | Black Roses Posnania Poznań | 28                             |
| 3.         | Legia Warszawa              | 26                             |
| 4.         | KS Budowlani Łódź           | 24                             |
| I liga     |                             |                                |
| 5.         | Diablice Ruda Śląska        | 22                             |
| 6.         | Legia II Warszawa           | 20                             |
| 7.         | AZS AWF Warszawa            | 18                             |
| 8.         | Venol Atomówki Łódź         | 16                             |
| 9.         | Alfa Bydgoszcz              | 14                             |

### Łączna klasyfikacja
Łączna klasyfikacja mistrzostw:
| Pozycja | Drużyna                        | Liczba punktów |
| ------- | ------------------------------ | -------------- |
| 1.      | Biało-Zielone Ladies Gdańsk    | 240            |
| 2.      | Legia Warszawa                 | 222            |
| 3.      | Black Roses Posnania Poznań    | 210            |
| 4.      | AZS AWF Warszawa               | 158            |
| 5.      | Diablice Ruda Śląska           | 154            |
| 6.      | Legia II Warszawa              | 148            |
| 7.      | Venol Atomówki Łódź            | 144            |
| 8.      | KS Budowlani Łódź              | 138            |
| 9.      | Biało-Zielone Ladies II Gdańsk | 124            |
| 10.     | Alfa Bydgoszcz                 | 92             |
| 11.     | Rugby Gietrzwałd               | 14             |
| 12.     | Amazonki Budowlani Lublin      | –2             |